# Хорбрух
Хорбрух (њем. Horbruch) општина је у њемачкој савезној држави Рајна-Палатинат. Једно је од 96 општинских средишта округа Биркенфелд. Према процјени из 2010. у општини је живјело 361 становника. Посједује регионалну шифру (AGS) 7134043.

## Географски и демографски подаци
Хорбрух се налази у савезној држави Рајна-Палатинат у округу Биркенфелд. Општина се налази на надморској висини од 455 метара. Површина општине износи 5,2 km². У самом мјесту је, према процјени из 2010. године, живјело 361 становника. Просјечна густина становништва износи 70 становника/km².